# 雪茄达摩鲨
雪茄达摩鲨（学名：Isistius brasiliensis）为铠鲨科達摩鯊屬的鱼类，又名巴西達摩鯊、唇达摩鲨、雪茄鮫，體長為42—56（16.5—22英寸），體色為茶褐色，腹部則為白色，因為外型像雪茄而得其名。分布于南纬30度至北纬30度间的世界各大洋、中太平洋以及台湾北部海域等，属于热带和亞熱帶外洋性种类。生活在水深0—3,500（0—11,483英尺）間，最深可潛到3,700（12,100英尺），每天會進行3,000（9,800英尺）的晝夜垂直遷移，在黃昏時游到淺海並在黎明時游回深海。该物种的模式产地在巴西。达摩鲨嗜食烏賊、鮪魚，是一種相當兇暴的寄生型鯊魚，牠會藉由腹部的發光器引誘獵物，待對方上鉤後會先用下顎那如鋸齒般的銳利牙齒咬住，再以身體迴轉的方式撕扯下其肉，被牠攻擊過的獵物身上會留下多處如同坑洞般的傷痕，达摩鲨通常會攻擊鯨、海豚等大型的海洋哺乳動物和魚類，有時甚至破壞潛水艇或海底電纜。

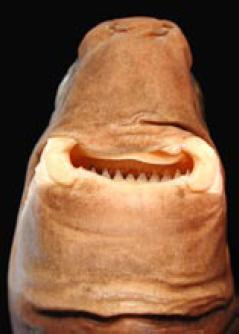
並排在下顎的牙齒

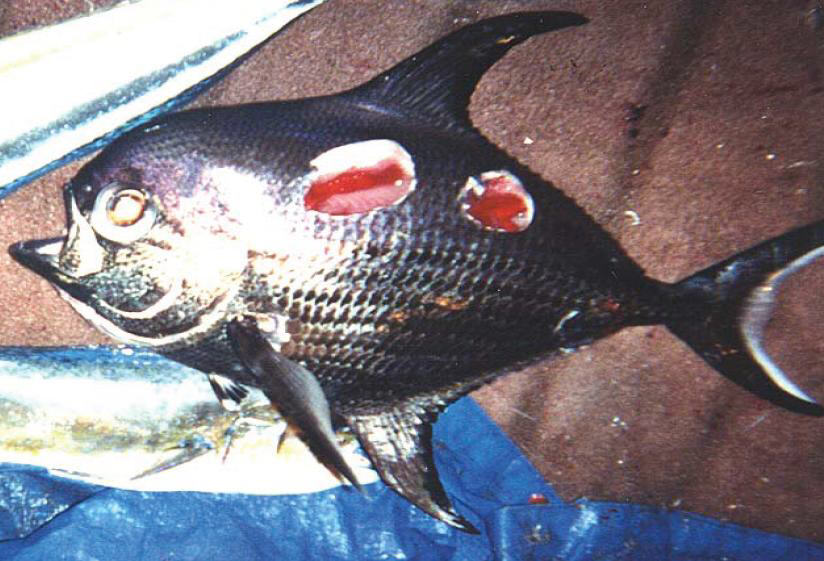
遭達摩鯊啃食的烏魴身上的傷痕。

## 分類學
法國博物學家吉恩·雷內·康斯坦德·庫伊與約瑟夫·保羅·蓋馬爾於1817-1820年護衛艦尼亞號（Urania）（由路易·德弗雷西內帶領）的探索性航程中，發現並發表了雪茄達摩鯊（Scymnus brasiliensis），命名由來是因為該模式標本是於巴西捕獲的。1824年，他們的發現發表於路易·德弗雷西內第13期的航行報告《Voyage autour du monde...sur les corvettes de S.M. l'Uranie et la Physicienne》中。 In 1865, 美國魚類學家西奧多·吉爾為雪茄達摩鯊發表了新屬達摩鯊屬（Isistius），命名來自於古埃及的光明女神伊西斯。
最早有關雪茄達摩鯊啃食的咬痕紀錄來自於遠古的薩摩亞傳說，當"atu"（鰹）游入到帛琉利灣時，牠們必須將身上的一塊肉獻給部落酋長"Tautunu"。在這之後，更有許多解釋與理論產生，例如七鰓鰻、細菌、或是寄生性的無脊椎動物。1971年， In 1971, 美國商業性漁業局（美國國家海洋漁業局的前身）的愛維瑞特·瓊斯（Everet Jones）發現了雪茄達摩鯊，至此之後雪茄達摩鯊才漸漸被廣為人知。鯊魚專家史都華·斯普林格更是讓雪茄達摩鯊的俗名"cookiecutter shark"（直譯為「餅乾切割鯊」）發揚光大（然而他最早是稱呼雪茄達摩鯊為"demon whale-biters"（直譯為「咬鯨魚的惡魔」））。

## 描述
雪茄達摩鯊的身體呈正圓柱形，細長，吻突短而鈍圓。鼻孔外具有三角形的前鼻瓣。眼睛大、呈綠色卵圓形，位於頭部前端，但不具有雙眼視覺。眼後靠近頭部上側具有一對鰓孔。口裂為一橫線，具有翼狀的厚唇褶。上顎具30-37齒，下顎具25-31齒，牙齒數量隨體型成長增加。上顎齒與下顎齒形式不同，上顎齒較窄小、齒緣光滑；下顎齒較為寬大，基底與其他下顎齒兩側相互重疊，形成類似鋸子的結構。鰓裂較小，具有五對。
胸鰭短，呈梯形。具有兩枚背鰭、無棘，為於身體後位，第一背鰭位於腹鰭稍前，第二背鰭則位於腹鰭稍後。第二背鰭大小略大於第一背鰭，而腹鰭大小則大於兩枚背鰭。缺乏臀鰭。尾鰭寬，上下葉大小相當，上葉具有明顯的缺刻。魚鱗扁平呈方形，中間微凸，邊緣處稍微上翹。體色為暗褐色，腹部顏色較淺，於鰓裂處有一條暗色環帶。
魚鰭具有淺色半透明邊緣，尾鰭則具有深色邊緣。發光器覆蓋於除暗色環帶之外的整個腹側，能發出微弱的綠光。目前體長最長雄性可達42 cm（17英寸），雌性則可達56 cm（22英寸）。

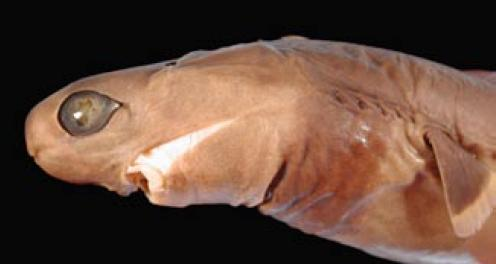
雪茄達摩鯊具有短而鈍圓的頭部，向前的大眼與呈一橫線的口裂
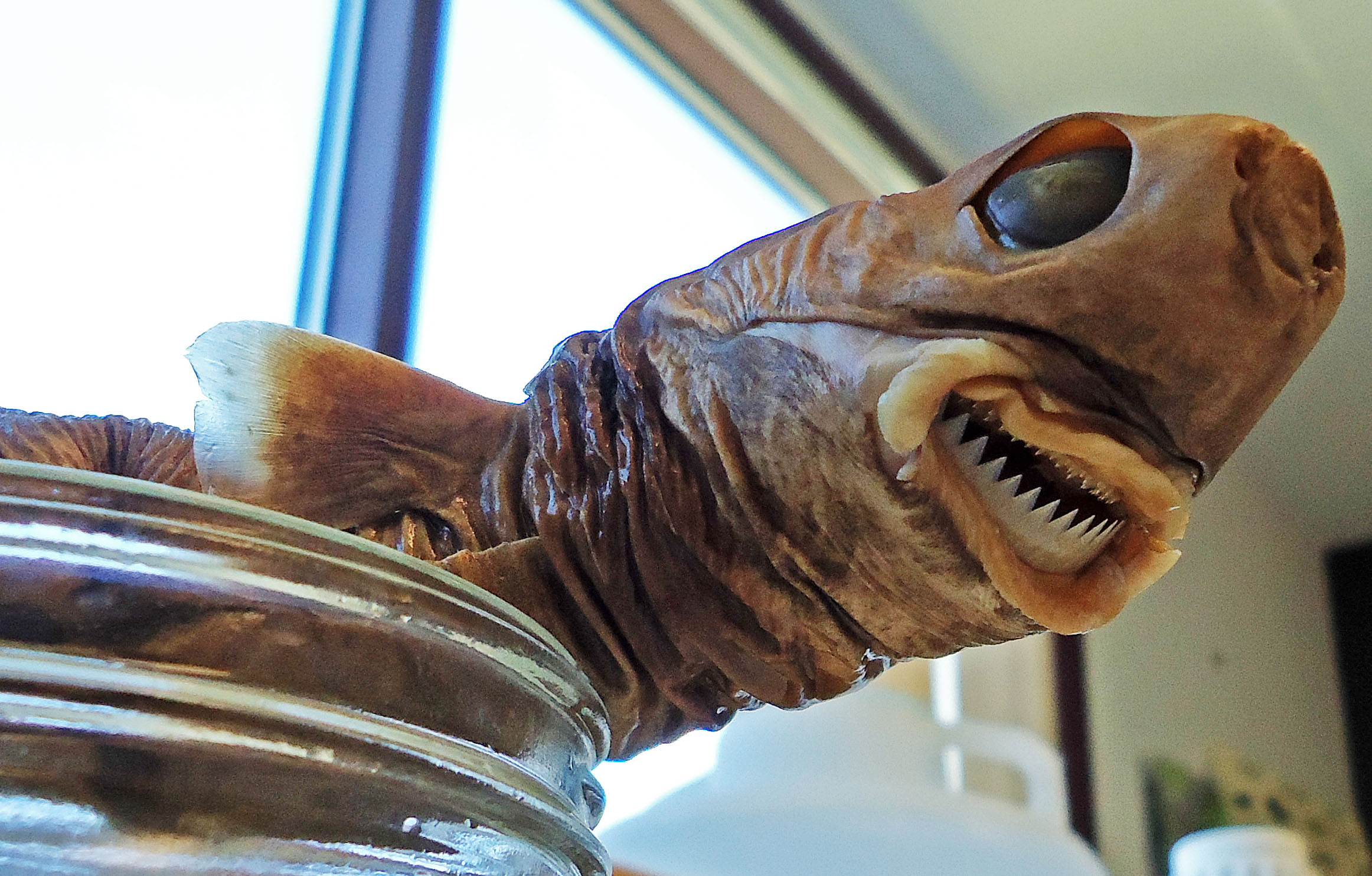
頭部
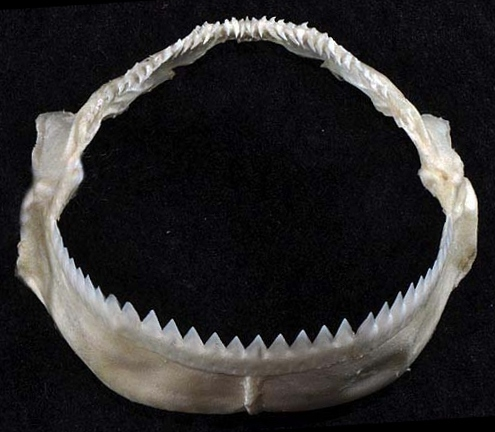
顎部
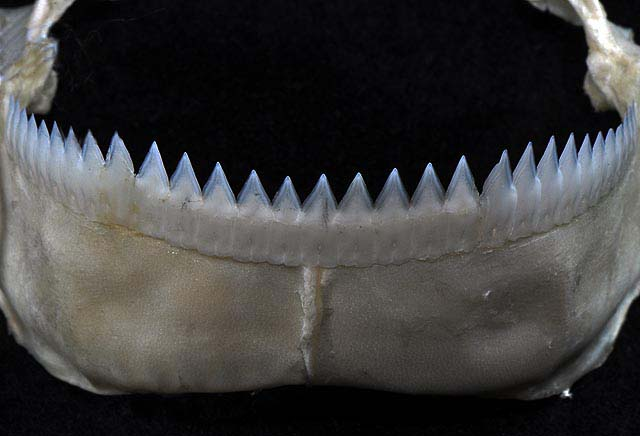
下顎齒
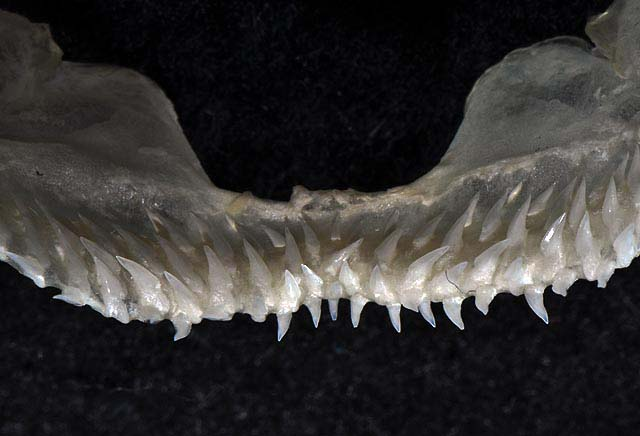
上顎齒
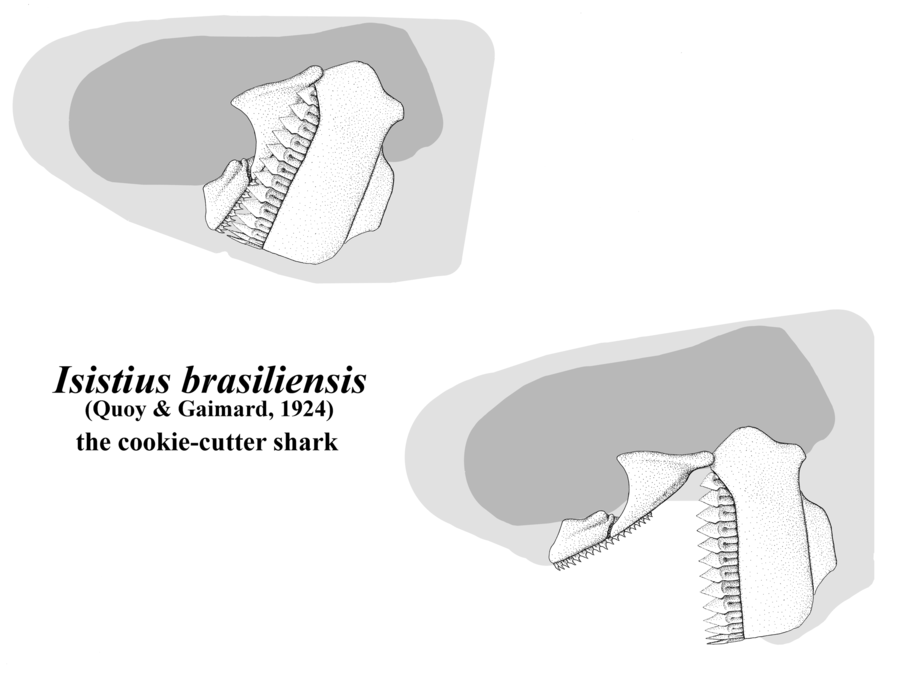
上下顎的開闔

## 棲息與分布地
雪茄達摩鯊分布於全世界各大洋熱帶至溫帶的海盆，常見於北緯20度至南緯20度表層水溫約為18—26 °C（64—79 °F）的海域。在大西洋中，發現地區包括巴哈馬周遭海域、巴西東南方海域、維德角、幾內亞至獅子山、安哥拉、南非與亞森欣島。在印度洋-太平洋海域中，發現地區包括模里西斯至新幾內亞、澳洲（包括塔斯馬尼亞州與豪勳爵島）、紐西蘭與日本周遭海域。在太平洋中央與東面，發現地區則包括斐濟北部至夏威夷群島、加拉巴哥群島、復活節島與瓜達盧普島。若依據海洋哺乳動物身上的新鮮傷口來看，雪茄達摩鯊在較溫暖的年份最北可以到加州附近的海域棲息。
依據捕捉紀錄，雪茄達摩鯊每日會進行3 km（1.9 mi）的晝夜垂直遷移，白天會棲息於水深1—3.7 km（0.62—2.30 mi）的海域，並於晚上游到水體的上層，大多不低於85米（279英尺），但也有可能游到表層。雪茄達摩鯊比起其他近緣屬，小鰭鯊屬及擬角鯊屬，更能適應低溶氧的海域。牠們多半會聚集於島嶼周遭海域，可能是為了繁殖，也可能是因為牠們的主要獵物也常聚集於此。在東北大西洋，成年個體多半發現於 11°N 至 16°N。越年幼的個體傾向棲息於緯度越低的海域，而越年長的個體則趨向棲息於緯度更高的海域。雪茄達摩鯊雌雄之間不具有性別隔離的形為。

## 生態學與環境學
雪茄達摩鯊最著名的行為就是會於大型海洋哺乳動物及魚類身上咬去小塊組織，留下圓形的傷口，但牠們也會以小型獵物為食，屬於兼性寄生物。牠們的口能以極大的角度張開，並具有由高度鈣化的顱骨與唇軟骨提供強度的高咬合力；搭配上較小的魚鰭與較弱的泳肌，雪茄達摩鯊大多僅會於水體中漂浮，埋伏等待獵物游經。為了維持中性浮力點，雪茄達摩鯊占了體重35%的肝臟主要是由底密度的脂類組成。由於雪茄達摩鯊的骨密度較其近緣屬小鰭鯊屬及擬角鯊屬還高，也因此牠們必須透過擁有更大的體腔、肝臟，與更高的油脂比例來維持浮力。此外，雪茄達摩鯊的尾鰭偏大，讓牠們可以獲得短期的爆發力，可以迅速追上善泳的大型獵物。
雪茄達摩鯊和其他鯊魚一樣也會替換舊齒，但是和其他鯊魚不同的是牠們會一次替換整排下顎齒而非僅有替換單顆。一隻14 cm（5.5英寸）的雪茄達摩鯊個體當體長達到50 cm（20英寸）時，已經替換了15組的下顎齒，共435-465顆牙齒；這項過程雪茄達摩鯊會需要大量的鈣質，因此牠們會吞下被替換的舊齒以補充製造營養。和其他鯊魚不同的是，雪茄達摩鯊的視網膜的神經節細胞分布於一個同心圓而非水平線上，可以協助雪茄達摩鯊聚焦於眼前的獵物。雪茄達摩鯊會成群游泳，可能是為了提升發光器誘餌的效率，也可能是為了防止被體型更大的掠食者襲擊。

### 生物發光

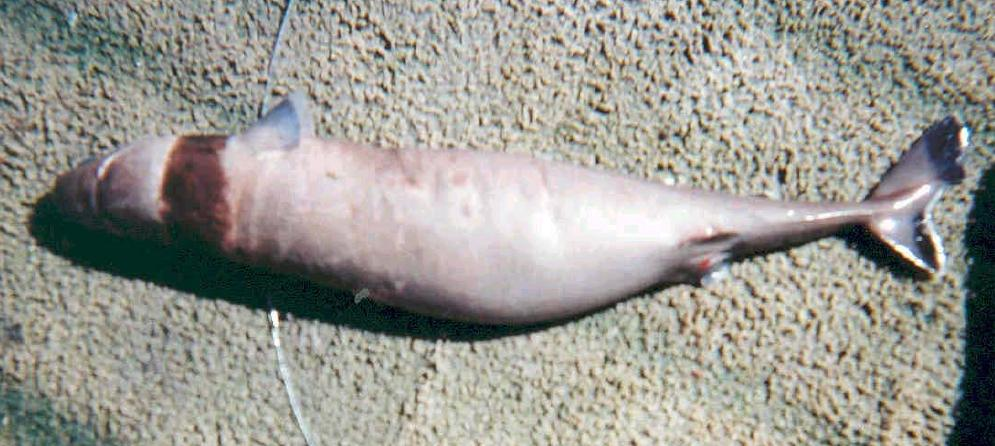
雪茄達摩鯊的暗色環帶被認為是用來吸引獵物的誘餌。

雪茄達摩鯊被認為擁有所有鯊魚中能發出最持久綠光的發光器，即使離水後三小時仍能繼續維持。這些位於腹側的發光器發出的光近似於從表層灑落下的太陽光，有助於削弱雪茄達摩鯊的輪廓剪影，減少下方掠食者發現的機會，這項機制被稱為消光剪影，許多棲息於中層帶的動物也都會透過消光剪影來減少被較深水域掠食者發現的機會。個別的發光器位於魚鱗的小齒周圍，其大小非肉眼可視，代表雪茄達摩鯊的發光能力已經演化到即使於近距離亦能夠欺騙到其他動物。
除了腹側的發光器，雪茄達摩鯊於喉下方位置具有不會發光的暗色環帶，被認為是為了仿效小型魚類的輪廓，作為誘餌吸引獵物。如果這項假說理論屬實，這代表雪茄達摩鯊是目前唯一已知透過發光器來躲避掠食者，並透過發光器旁不發光的區域來吸引獵物的動物。由於發光器只能發出特定顏色的光線，雪茄達摩鯊必須根據時間與氣候調整垂直游動的角度來達到最有效的偽裝效果。

### 食性
幾乎所有與雪茄達摩鯊棲息海域重疊的中大型海洋生物均可作為牠們的獵物，雪茄達摩鯊的咬痕曾發現於鯨豚（包括喙鲸、鼠海豚、宽吻海豚、虎鯨、抹香鯨與鬚鯨）、鰭足類（包括海狗、豹海豹與象鼻海豹）、儒艮、鯊魚（包括大青鯊、歐氏尖吻鮫、姥鯊、大白鯊、巨口鯊與兇猛砂錐齒鯊）、魟魚（包括達氏近魟、紫魟與六鳃魟）與硬骨魚（包括旗魚、鮪魚、鯕鰍、鰺、異鱗蛇鯖、月魚與烏魴）。雪茄達摩鯊同時也能吞下外套膜長度為15—30 cm（5.9—11.8英寸）的魷魚，其他獵物則包括鑽光魚、橈腳類等體型相近的海洋生物。

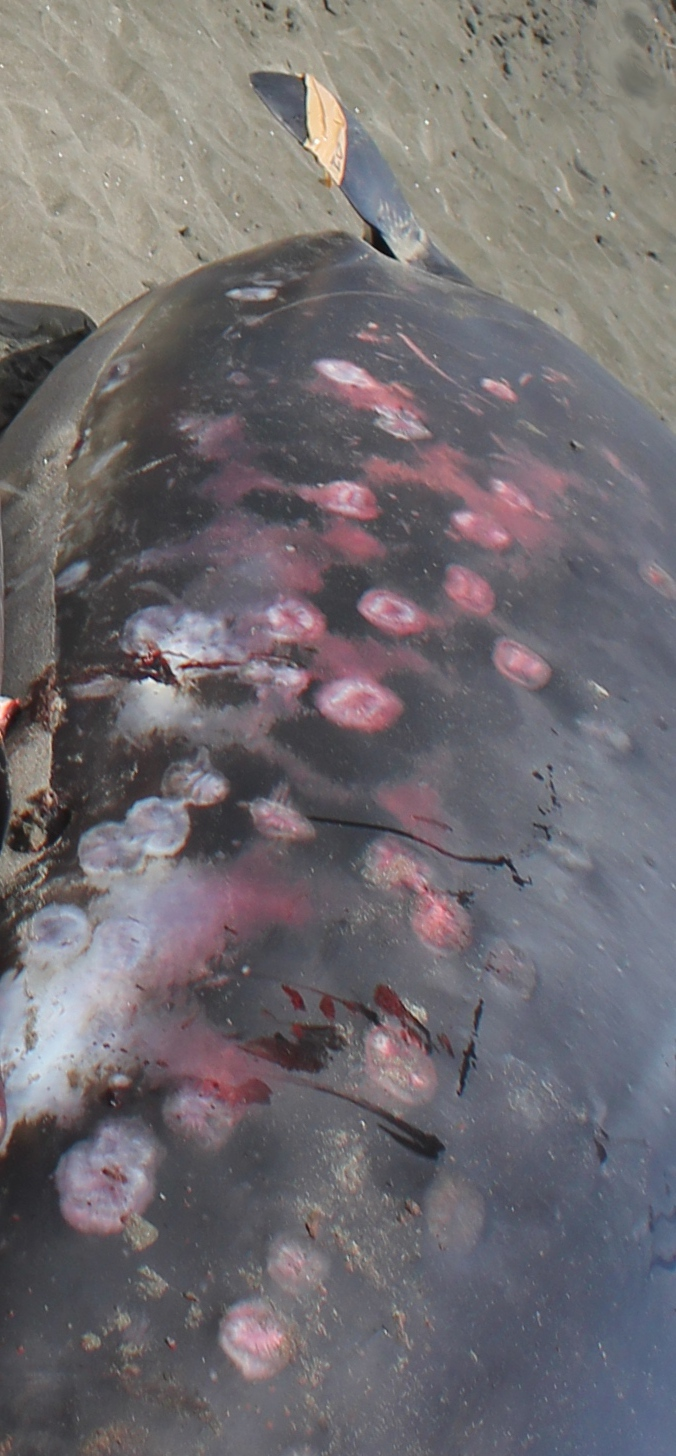
在鯨豚身上，例如這隻擱淺的格氏中喙鯨，時常可以找到雪茄達摩鯊造成的圓形傷口。

雪茄達摩鯊的攻擊時常於牠們的獵物身上留下圓形，直徑約5 cm（2.0英寸），深度約7 cm（2.8英寸）的傷口。雪茄達摩鯊攻擊的頻率相當高，在夏威夷海域，幾乎每隻成年長吻飛旋海豚身上都能發現雪茄達摩鯊造成的圓形傷口。生病或受傷的個體更容易成為雪茄達摩鯊的攻擊目標，於西大西洋曾發現有擱淺的瓜頭鯨瘦弱個體身上有數百個近期剛被雪茄達摩鯊咬傷的傷口，然而較為健壯的擱淺瓜頭鯨個體身上則很少有圓形傷口。目前仍不知道雪茄達摩鯊的攻擊行是否會對獵物的成長或繁殖造成影響。
雪茄達摩鯊的口與咽為了因應這樣寄生性攻擊行為具有相對應的特化。牠們在利用似吸盤的唇緊貼到獵物身上後，會緊閉噴水孔並壓低基舌骨（舌）於口內創造出較外側壓力低的空間，形成強大的吸力。接下來，雪茄達摩鯊會利用上顎齒固定於獵物體表，並透過下顎齒咬入肉中。最終，牠們會扭動並迴轉身體，咬下一口肉並留下圓形的傷口。與此同時，不斷上下咬合的下顎齒也能發揮類似於電動雕刻刀的切割作用。雪茄達摩鯊創造吸力的行為也有助於牠們捕捉小型的獵物，例如魷魚。

### 生命史
和其他角鯊一樣，雪茄達摩鯊也為卵胎生，母體內的胚胎由蛋黃負責供給營養。雌鯊具有兩個子宮，一次可產下六至十二頭幼鯊。曾有發現體內仍懷有9尾體長12.4—13.7 cm（4.9—5.4英寸）幼鯊的雌鯊，雖然這些幼鯊已接近可生出的體長，但其仍然具有十分完整的卵黃囊，這代表雪茄達摩鯊具有十分緩慢的卵黃吸收率並具有很長的妊娠期。幼鯊在出生前體色已為棕色，但不具有深褐色環帶與特化的上下齒式。剛出生的雪茄達摩鯊體長為14—15 cm（5.5—5.9英寸），雄鯊約於體長36 cm（14英寸），雌鯊則約於體長39 cm（15英寸）時達到性成熟。

## 與人類的互動

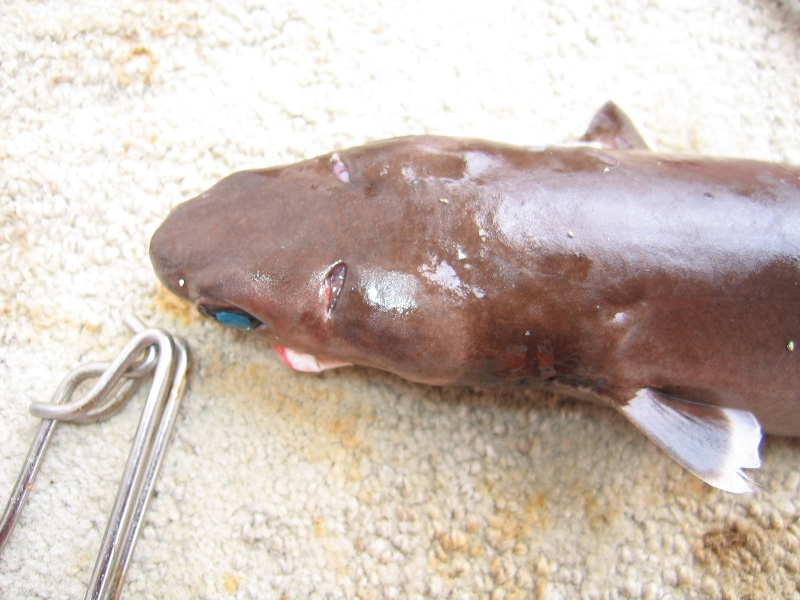
在夏威夷被延繩捕魚捕獲的雪茄達摩鯊

雪茄達摩鯊體型小、棲息於遠洋，極少有機會與人類接觸，因此對人類並不會造成危險。然而，仍然有發生雪茄達摩鯊攻擊人類的案例；在其中一個案例之中，一群體長30（12英寸）的達摩鯊襲擊了在開放水域潛水的水下攝影師。另外也有案例則是發生在海難生還者身上，在夜晚過後身上常會出現小而深的咬痕。2009年3月，茂宜郡市民邁克·史佩爾丁在游經阿萊努伊哈哈海峽時遭到雪茄達摩鯊襲擊。2019年3月31日，艾瑞克·肖爾在游經凱維海峽也遭到雪茄達摩鯊襲擊，在腹部上留下了嚴重的裂傷，在三週後的同一地點又發生了一次雪茄達摩鯊的襲擊事件。2019年4月6日，以賽亞·莫伊卡在進行世界七大海峽挑戰時左肩遭到雪茄達摩鯊襲擊。2019年7月29日，阿德巴爾·特雷德勒·奧利維拉的腹部與左大腿遭到雪茄達摩鯊啃咬。三位泳將中有兩位有使用磁力驅鯊器，然而仍無法避免遭到雪茄達摩鯊攻擊。有些從海上打撈的屍體在驗屍時也能發現有雪茄達摩鯊的咬痕。
1970年代，數艘隸屬於美國海軍的潛艇由於遭到AN/BQR-19聲納導流罩上的氯丁橡膠層遭到雪茄達摩鯊破壞，導致作為聲波傳導用的油開始流出，潛艇無法正常導航，因而被迫返回基地維修。在雪茄達摩鯊被發現為罪魁禍首之前，海軍一度害怕該破壞是來自敵軍的新武器，在導流罩外層加裝玻璃纖維後這問題也沒再發生。1980年代，共有約30艘美國海軍潛艇遭到雪茄達摩鯊攻擊，多半為電纜的橡膠層遭到破壞，解決辦法就是在電腦外側再包覆上一層玻璃纖維。海洋學設備與電信纜線也時常會因為雪茄達摩鯊的攻擊而損壞。
雪茄達摩鯊會破壞漁網，或是攻擊有經濟價值的魚類，對商業捕魚有負面影響；而鯊魚本身則因體型太小而無經濟價值，多為遠洋延繩捕魚、中層拖網、浮游生物漁網的混獲。由於並無大規模的捕撈，加上廣泛分布於全世界，雪茄達摩鯊被國際自然保護聯盟列為無危物種。2018年6月，紐西蘭環保局依據紐西蘭威脅分級系統將雪茄達摩鯊列為「無遭受威脅（Not Threatened）」物種，並加註「於海外仍有安全數量（Secure Overseas）」。

## 扩展阅读
維基物種上的相關：雪茄达摩鲨